# Hoz y Costean
Hoz y Costean (en aragonés Oz y Costeán) es un municipio de la comarca del Somontano de Barbastro, en la provincia de Huesca, muy cerca de la sierra de Salinas. Es el resultado de la fusión de los antiguos municipios de Hoz de Barbastro y Costean;  la sede del nuevo municipio está ubicada en Hoz de Barbastro.

## Geografía

### Cómo llegar
- Accediendo por la carretera A-2208 desde Barbastro a Naval
- También lo podemos hacer por la A-2209, desde El Grado y Coscojuela de Fantova.

### Núcleos de población
Hoz de Barbastro, Salinas de Hoz, Costean, Guardia y Montesa.

### Localidades limítrofes
Naval, Salas Altas, Coscojuela de Fantova, Buera, Cregenzán, El Grado o Barbastro

## Historia
- El rey Sancho Ramírez conquistó esta localidad a los musulmanes en el año 1094, también en el mismo año conquistó estas localidades cercanas como: Salinas de Hoz, Naval y Artasona
- 1970–1980 se fusionan Hoz de Barbastro y Costean, quedando la capitalidad en Hoz de Barbastro.

## Administración y política
| Período             | Alcalde                                          | Partido |  |
| ------------------- | ------------------------------------------------ | ------- |  |
| 1979-1980 1980-1983 | Eugenio Nacenta Lacambra Santiago Olivera Barrio | UCD     |  |
| 1979-1980 1980-1983 | Eugenio Nacenta Lacambra Santiago Olivera Barrio | UCD     |  |
| 1983-1987           |                                                  |         |  |
| 1987-1991           |                                                  |         |  |
| 1991-1995           |                                                  |         |  |
| 1995-1999           |                                                  |         |  |
| 1999-2003           |                                                  |         |  |
| 2003-2007           | Juan José Millaruelo Montaner                    | PSOE    |  |
| 2007-2011           | Juan José Millaruelo Montaner                    | PSOE    |  |
| 2011-2015           | Juan José Millaruelo Montaner                    | PSOE    |  |
| 2015-2019           | Juan José Millaruelo Montaner                    | PSOE    |  |

| Partido político    | Partido político                                   | 2003   | 2007   | 2011   | 2015   |
| Partido político    | Partido político                                   | Ediles | Ediles | Ediles | Ediles |
|                     | Partido de los Socialistas de Aragón (PSOE-Aragón) | 4      | 3      | 4      | 4      |
|                     | Chunta Aragonesista (CHA)                          | —      | 2      | 1      | 1      |
|                     | Partido Popular de Aragón (PP)                     | 1      | 0      | 0      | 0      |
|                     | Partido Aragonés (PAR)                             | 0      | 0      | 0      | 0      |
| Total de concejales | Total de concejales                                | 5      | 5      | 5      | 5      |

## Demografía
Hoz y Costean cuenta con una población de 231 habitantes (INE 2024).
| Gráfica de evolución demográfica de Hoz y Costean entre 1981 y 2021 |
| |
| Población de derecho según los censos de población del INE Población de hecho según los censos de población del INEEntre el censo de 1981 y el anterior, aparece este municipio porque se fusionan los municipios Costean, Hoz de Barbastro |

## Monumentos
- iglesia parroquial, dedicada a Santa María Magdalena
- iglesia parroquial, dedicada a San Millán
- iglesia parroquial de Santiago Apóstol
- cruz dedicada a San Pedro Mártir

## Cultura
- Asociación Cultural La Paloma de Hoz de Barbastro.

## Fiestas
Las fiestas de Costean son el 10 de agosto, en honor de San Lorenzo.
las fiestas menores de Costean se celebran el 20 de enero, en honor de San Fabián.
Las fiestas de Hoz de Barbastro son el día 16 de julio, en honor de la Virgen del Carmen, y el día 22 de julio, en honor de Santa María Magdalena.
También en enero, en Hoz de Barbastro, el día 17 se celebra San Antonio Abad, y el día 29 de abril se celebra San Pedro Mártir, con romería a la cruz de San Pedro y Bendición de los campos.

## Personas destacadas
- María Parra, primer premio nacional de jota aragonesa "Ciudad de Barbastro", modalidad de canto benjamín, en el II Certamen celebrado el 31 de marzo de 2001.